# R–30 Bulava
Az R–30 Bulava (NATO-kódja: SS–N–32, GRAU-kódja: 3M30) orosz tengeralattjáró-fedélzeti, szilárd hajtóanyagú interkontinentális ballisztikus rakéta. A nemzetközi fegyverzetkorlátozási szerződésekben RSZM–56 típusjelzéssel ismert. A rakéta fejlesztése a Moszkvai Hőtechnikai Intézetben (MIT) folyt Jurij Szolomonov irányításával, gyártását a Votkinszki Gépgyárban végzik. 2018. június 29-én rendszeresítették az Orosz Haditengerészetnél. A rakétát a Borej osztály egységein telepítik.

## Története
Az 1990-es évek elején a szovjet tengeralattjáró-fedélzeti interkontinentális ballisztikus rakéták fejlesztője, a Makejev Tervezőiroda az R–29 Viszota és az R–39 rakéták leváltására kezdte el az R–39UTTH Bark ballisztikus rakéták fejlesztését. Ezt a rakéták szánták az 1990-es évek elején az Orosz Haditengerészet ballisztikusrakéta-hordozó tengeralattjáróinak az egységes fegyverzeteként. A fejlesztés azonban folyamatos nehézségekkel küzdött és három sikertelen tesztindítás után az R–39UTTH Bark fejlesztési programját törölték. Ezért a Makejev Tervezőiroda helyett a Moszkvai Hőtechnikai Intézetet (MIT) bízták meg az új tengeralattjáró-fedélzeti ballisztikus rakéta kifejlesztésével. A döntés egyik indoka az volt, hogy az új tengeralattjáró-fedélzeti rakétát a szárazföldi telepítésű szilárd hajtóanyagú interkontinentális ballisztikus rakétákkal egységesíteni kell. A projekt főkonstruktőre Jurij Szolomonov, a MIT igazgatója volt. A fejlesztéshez a MIT RT–2PM Topol-M rakétáját vették alapul. Habár a Bulava jelentős mértékben a Topol-M technológiáján alapul és számos berendezése megegyezik, a létrejött új rakéta egy új, önálló konstrukciónak számít. A rakétát a Borej osztály (955-ös típus) fő fegyverzetének szánták (amelyen a korábbi tervek szerint  a félbehagyott R–39UHTT Bark rakétákat rendszeresítették volna). A rakéta 2007-ben készen állt tesztindításra, a Borej osztály első egységének, a K–535 Jurij Dolgorukij tengeralattjárónak a befejezése és üzembe állítása azonban késett, ezért a Bulava rakétát ideiglenesen  a 941 Akula típus egyetlen megmaradt egységén, a TK–208 Dmitrij Donszkoj hajón telepítették.
2004. május 24-én a MIT-hez tartozó Votkinszki Gépgyárban a Bulava szilárd hajtóanyagú rakétahajtóművének tesztelése során robbanás történt, a hajtómű felrobbant. 2004. szeptember 23-án a Dmitrij Donszkoj fedélzetéről egy sikeres tesztindítást hajtottak végre a rakéta makettjével. A rakéta nem tartalmazott hajtóművet, az indítás során s tengeralattjáró indítócsövéből a gázgenerátor 40 m magasságba vetette ki a rakétát (ahol normál esetben beindul a rakéta saját hajtóműve). Az első teljes értékű tesztindítást egy évvel később, 2005. szeptember 27-én hajtották végre a Fehér-tengeren felszíni helyzetben lévő Dmitrij Donszkoj tengeralattjáróról. A rakéta az indítást követően 14 percet repült és 5,5 ezer km-t tett meg.
2007. június 29-én született döntés a rakéta főbb részegységeinek a gyártásáról. A sorozatgyártás 2008-ban indult el a Votkinszki Gépgyárban.
2012 júniusában Viktor Csirkov, az Orosz Haditengerészet főparancsnoka bejelentette, hogy a Bulava rendszer gyakorlatilag rendszerbe állt, habár az ehhez szükséges dokumentáció még elkészítés alatt áll.
A haditengerészet szeveromorszki nukleáris raktárbázisán 2013-ban kezdték el az új raktárépületek építését a Bulava rakéták számára. Ezek 2017-2018-ban készültek el. 2014 elejéig 49 darab rakétát gyártottak, amelyek közül addig 19 darabot felhasználtak a tesztindításokhoz.

## Tesztindítások
- 2019. október 30. – A rakéta 34. tesztindítása, amelyet a Fehér-tengeren hajtottak végre a K–549 Knyaz Vlagyimir tengeralattjáró fedélzetéről, víz alá merült pozícióból. A tesztindítás sikeres volt, a gyakorló harci rész a Kora lőtéren csapódott be.[7]
- 2020. december 12. – Egymás után 4 Bulava rakétát indítottak sikeresen felszín alól a K–551 Vlagyimir Monomah tengeralattjáró fedélzetéről az Ohotszki-tengeren, az Arhangelszki területen fekvő Csizsa lőtéren. Ez volt a rakétatípus 35–38. indítása.[8]